# 硫酸水素カリウム
硫酸水素カリウム（りゅうさんすいそカリウム、Potassium hydrogen sulfate）は化学式 KHSO4 の無機化合物。

## 性質
かつて、硝石と硫酸を反応させて硝酸を作る際の副産物として得られたが、現在では硫酸カリウムと硫酸を等量反応させて溶液から析出させる。水溶液からは含水塩が得られる。結晶水は1または5.5だとされ、無水塩は斜方晶系または単斜方系の無色の結晶である。
210°Cで分解してピロ硫酸カリウムになり、さらに加熱すると三酸化硫黄と硫酸カリウムに分解する。水溶液は酸性。エタノール中では分解する。用途としては難溶性塩の酸性融解用融剤や白金器具の洗浄が挙げられる。{\displaystyle {\ce {KH3(SO4)2}}} や {\displaystyle {\ce {KH3(SO4)2{\bullet }H2O}}} などの組成のものもある。

## 合成法
前述の通り、硝石（硝酸カリウム）と硫酸を加えて加熱すると硝酸とともに副生する。
{\displaystyle {\ce {KNO3\ + H2SO4 -> HNO3\ + KHSO4}}}
硫酸カリウムと硫酸との反応式も示す。
{\displaystyle {\ce {K2SO4\ + H2SO4 -> 2KHSO4}}}